# Parroquia de La Salle
La parroquia de La Salle (en inglés: La Salle Parish), fundada en 1908, es una de las 64 parroquias del estado estadounidense de Luisiana. En el año 2000 tenía una población de 14.282 habitantes con una densidad poblacional de 9 personas por km². La sede de la parroquia es Jena.

## Geografía
Según la Oficina del Censo, la parroquia tiene un área total de 1716 km² (662,5 mi²), de la cual 1616 km² (623,9 mi²) es tierra y 100 km² (38,6 mi²) (5.82%) es agua.

### Parroquias adyacentes
- Parroquia de Caldwell - norte
- Parroquia de Catahoula - este
- Parroquia de Avoyelles - sur
- Parroquia de Rapides - suroeste
- Parroquia de Grant - oeste
- Parroquia de Winn - noroeste

## Carreteras
- U.S. Highway 84
- U.S. Highway 165
- Carretera Estatal de Luisiana 8
- Carretera Estatal de Luisiana 28

## Demografía
En el 2000 la renta per cápita promedia de la parroquia era de $28,189, y el ingreso promedio para una familia era de $36,197. En 2000 los hombres tenían un ingreso per cápita de $27,431 versus $19,697 para las mujeres. El ingreso per cápita para la parroquia era de $14,033. Alrededor del 18.70% de la población estaba bajo el umbral de pobreza nacional.

## Comunidades

### Pueblos
- Jena
- Olla
- Tullos
- Urania

### Lugares no incorporados
- Midway
- Summerville